# Vertou
Vertou là một xã thuộc tỉnh Loire-Atlantique, trong vùng Pays de la Loire ở phía tây nước Pháp. Xã này nằm ở khu vực có độ cao từ 1-56 mét trên mực nước biển. Theo điều tra dân số năm 1999 của INSEE, xã có dân số 20.268 người.
Thị trấn nằm bên sông Sèvre Nantaise và đã là một xã lịch sử thuộc Bretagne.

## Kết nghĩa
- Morges, Vaud, Thụy Sĩ

## Liêt kết ngoài
- Official website (tiếng Pháp)